# Harpacticoida
Harpacticoida es un orden de la subclase de los copépodos que contiene unas 1700 especies conocidas. Sus formas son variables, normalmente lineales y más o menos cilíndricas. Son animales muy pequeños y de medidas desde 0'4 a 3 milímetros. En general, el primer segmento torácico está incorporado al cefalotórax y el último se incluye al abdomen.

## Familias
El orden Harpacticoida está conformado por las familias:
- Adenopleurellidae
- Aegisthidae
- Ameiridae
- Ancorabolidae
- Arenopontiidae
- Argestidae
- Balaenophilidae
- Cancrincolidae
- Canthocamptidae
- Canuellidae
- Cerviniidae
- Chappuisiidae
- Cletodidae
- Cletopsyllidae
- Clytemnestridae
- Cristacoxidae
- Cylindropsyllidae
- Dactylopusiidae
- Danielsseniidae
- Darcythompsoniidae
- Ectinosomatidae
- Euterpinidae
- Hamondiidae
- Harpacticidae
- Heteropsyllidae
- Huntemanniidae
- Idyanthidae
- Ismardiidae
- Laophontidae
- Laophontopsidae
- Latiremidae
- Leptastacidae
- Leptopontiidae
- Longipediidae
- Louriniidae
- Metahuntemanniidae
- Metidae
- Miraciidae
- Neobradyidae
- Normanellidae
- Novocriniidae
- Orthopsyllidae
- Parameiropsidae
- Paramesochridae
- Paranannopidae
- Parastenheliidae
- Parastenocarididae
- Parastentheliidae
- Peltidiidae
- Phyllognathopodidae
- Porcellidiidae
- Protolatiremidae
- Pseudotachidiidae
- Rhizothricidae
- Rhynchothalestridae
- Rometidae
- Rotundiclipeidae
- Superornatiremidae
- Tachidiidae
- Tegastidae
- Tetragonicipitidae
- Thalestridae
- Thompsonulidae
- Tisbidae
- Zosimidae